# Союз за Перу
Союз за Перу (исп. Unión por el Perú) — политическая партия Перу. Основана в 1994 году бывшим Генеральным секретарём ООН Хавьером Пересом де Куэльяром.

## История
Партия была основана бывшим Генеральным секретарем ООН Хавьером Пересом де Куэльяром в 1994 году. Первоначально либерально-центристская партия с некоторыми левоцентристскими фракциями, со временем Союз за Перу стал главным политическим домом перуанского этно-националистического движения (Movimiento etnocacerista) в середине-конце 2010-х годов.
На выборах 2001 года, партия получила 4,1 % голосов избирателей и 6 из 120 мест в Конгрессе Республики.
На выборах 2006 года Союз за Перу присоединился к Перуанской националистической партии и поддержал Ольанту Умалу, который вышел во второй тур президентских выборов, но уступил Алану Гарсии. На парламентских выборах альянс победил, получив 21,2 % голосов избирателей и 45 из 120 членов Конгресса.
На выборах 2011 года партия объединила усилия с Партией национальной солидарности, чтобы поддержать кандидатуру президента на пост мэра Лимы Луиса Кастаньеды Лоссио. Партия сохранила союз с Партией национальной солидарности и на выборах 2016 года, совместно выдвинув кандидатуру Эрнандо Герра Гарсия. Однако 29 марта 2016 года Эрнандо Герра Гарсия решил снять свою кандидатуру в президенты, а также все свои списки в Конгресс и Андский парламент.

## Участие в выборах

### Парламентские выборы
| Год выборов | Голосов                                                | %        | Конгресс Республики |
| ----------- | ------------------------------------------------------ | -------- | ------------------- |
| 2001        | 390 236                                                | 4,1 %    | 4 из 130            |
| 2006        | 2 274 739 (альянс с ПНП)                               | 21,154 % | 45 из 130           |
| 2011        | 1 311 766 (альянс с Партией национальной солидарности) | 10,217 % | 9 из 130            |
| 2020        |                                                        |          | 19 из 130           |

### Президентские выборы
| Год выборов | Кандидат                          | Голоса    | %       | Голоса    | %       | Результат             |
| Год выборов | Кандидат                          | 1-й тур   | 1-й тур | 2-й тур   | 2-й тур | Результат             |
| ----------- | --------------------------------- | --------- | ------- | --------- | ------- | --------------------- |
| 2006        | Ольанта Умала                     | 3 758 258 | 30,616  | 6 270 080 | 47,375  | Поражение             |
| 2011        | поддержка Луиса Кастаньеды Лоссио | 1 440 143 | 9,832   | -         | -       | Поражение             |
| 2016        | поддержка Эрнандо Герра Гарсия    | -         | -       | -         | -       | Снял свою кандидатуру |